# ハウンスハイム
ハウンスハイム (ドイツ語: Haunsheim、シュヴァーベン語: Hausa) は、ドイツ連邦共和国バイエルン州シュヴァーベン行政管区のディリンゲン・アン・デア・ドナウ郡に属す町村（以下、本稿では便宜上「町」と記載する）である。

## 地理
この町は、シュヴェービシェ・アルプの東の支脈の1つであるバッハタールの入口に位置している。南には広いドナウ平野につながる谷が開けている。
この自治体は、3つのゲマインデタイル（村落、集落、開墾地などの小地区）からなる。
- ハウンスハイム
- ウンターベヒンゲン
- アルプホーフ

この町は、ハウンスハイムとウンターベヒンゲンの2つのゲマルクング（合併前の旧自治体にあたる地区）に分けられる。
境を接する自治体は、メトリンゲン、グンデルフィンゲン・アン・デア・ドナウ、ラウインゲン (ドナウ)、ヴィッティスリンゲン、ツィールトハイム、バッハハーゲルである。

## 歴史

### 古代
ハウンスハイム周辺には、歴史的に興味深い数多くの考古学的遺跡が点在している。これには、17基の先史時代の墳丘墓、2基の方形城砦、中世初期の環状土塁 1基が含まれる。

### 領邦史
ハウンスハイムは16世紀から17世紀にはシュヴァーベンの帝国騎士領であった。帝国収税長官 (Reichspfennigmeister) ツァハリアス・ガイツコフラーが1600年にハウンスハイムを購入し、それ以後ハウンスハイムとライフェネクでガイツコフラーを名乗るようになった。彼は領主として、1603年にハウンスハイムに福音主義ルター派の信仰を導入し、現在に至るまで絶えることなく信仰されている。
ハウンスハイムの領主権は、ツァハリアス・ガイツコフラーの孫の婚姻により1666年にラックニッツ男爵家に移った。1806年のライン同盟規約によりこの町はバイエルン王国領となった。バイエルンの行政改革に伴う1818年の自治体令によって現在の自治体が形成された。
1823年、すでに隣接する福音主義の町ベヒンゲンを購入していたアウクスブルクのジュスキント男爵ヨハン・ゴットリープがハウンハイム城とそれに付随する土地を獲得し、自分の好みに合わせてネオゴシック様式に改築した。これを1849年に娘のホルツ男爵夫人アマリーが相続した。現在この城は、ハウフ男爵家の所有となっている。

### 町村合併
バイエルン州の地域再編に伴い、1974年7月1日にウンターベヒンゲンがハウンスハイムに合併した。

## 住民

### 人口推移
| 年         | 1961 | 1970 | 1987 | 1991 | 1995 | 2000 | 2005 | 2010 | 2015 | 2020 |
| ---------- | ---- | ---- | ---- | ---- | ---- | ---- | ---- | ---- | ---- | ---- |
| 人口（人） | 1433 | 1492 | 1482 | 1576 | 1602 | 1594 | 1611 | 1564 | 1591 | 1605 |

この町の人口は、1988年から2018年までの間に1502人から1592人へ、90人、約 6 % 増加した。

## 行政
この町は、グンデルフィンゲン・アン・デア・ドナウ行政共同体に加盟している。

### 首長
2014年5月からクリストフ・メッテル (CSU) が町長を務めている。メッテルは2020年3月15日の選挙で 82.2 % の支持票を獲得して、さらに6年の任期を得た。

### 議会
ハウンスハイムの町議会は12議席の議員と第1町長からなる。

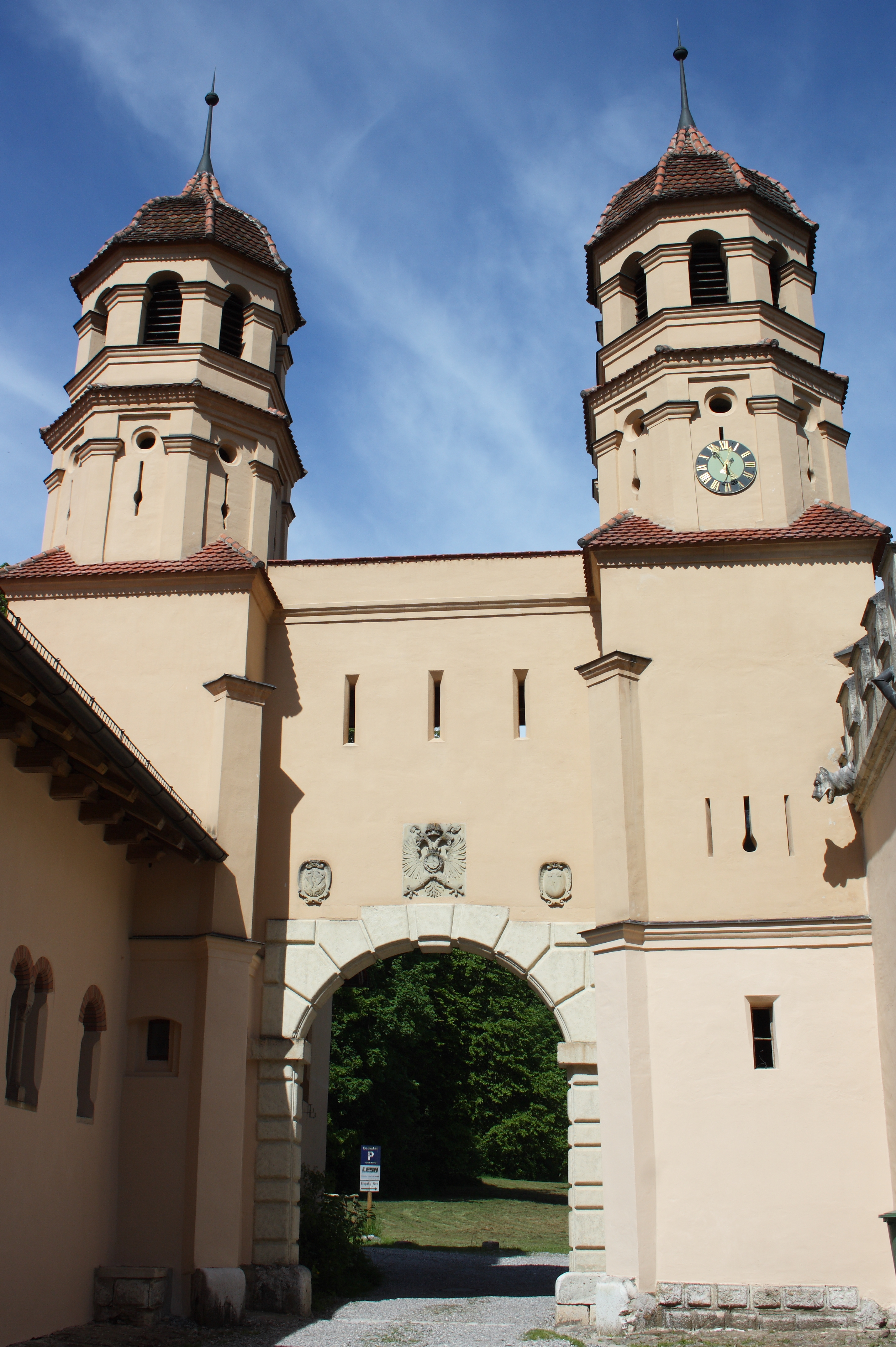
ハウンスハイム城の楼門

### 紋章
図柄: 黒地。緑の土地に、2本の赤い尖塔型の屋根を戴く胸壁付きの塔にはさまれた。赤い屋根の銀の楼門。その上に金色の風見の旗が取り付けられている。閉ざされた金色の門の前に跳ねる黒いヤギ。
解説: 楼門は、1601年から1604年にかけて領主が建設したハウンスハイム城を表している。ヤギ (Geißbock) はガイツコフラー家 (Geizkofler) の紋章で、その家名をもじったものである。「Geiz」の部分と「Geiß」が韻を踏んでいる。"SIGILLVM COMMVNITATIS IN HAVNSHEIM"（「HAVNSHEIMの公印」）という銘文が入った1655年の印影が遺されている。
この紋章は1605年から用いられている。

## 文化と見どころ

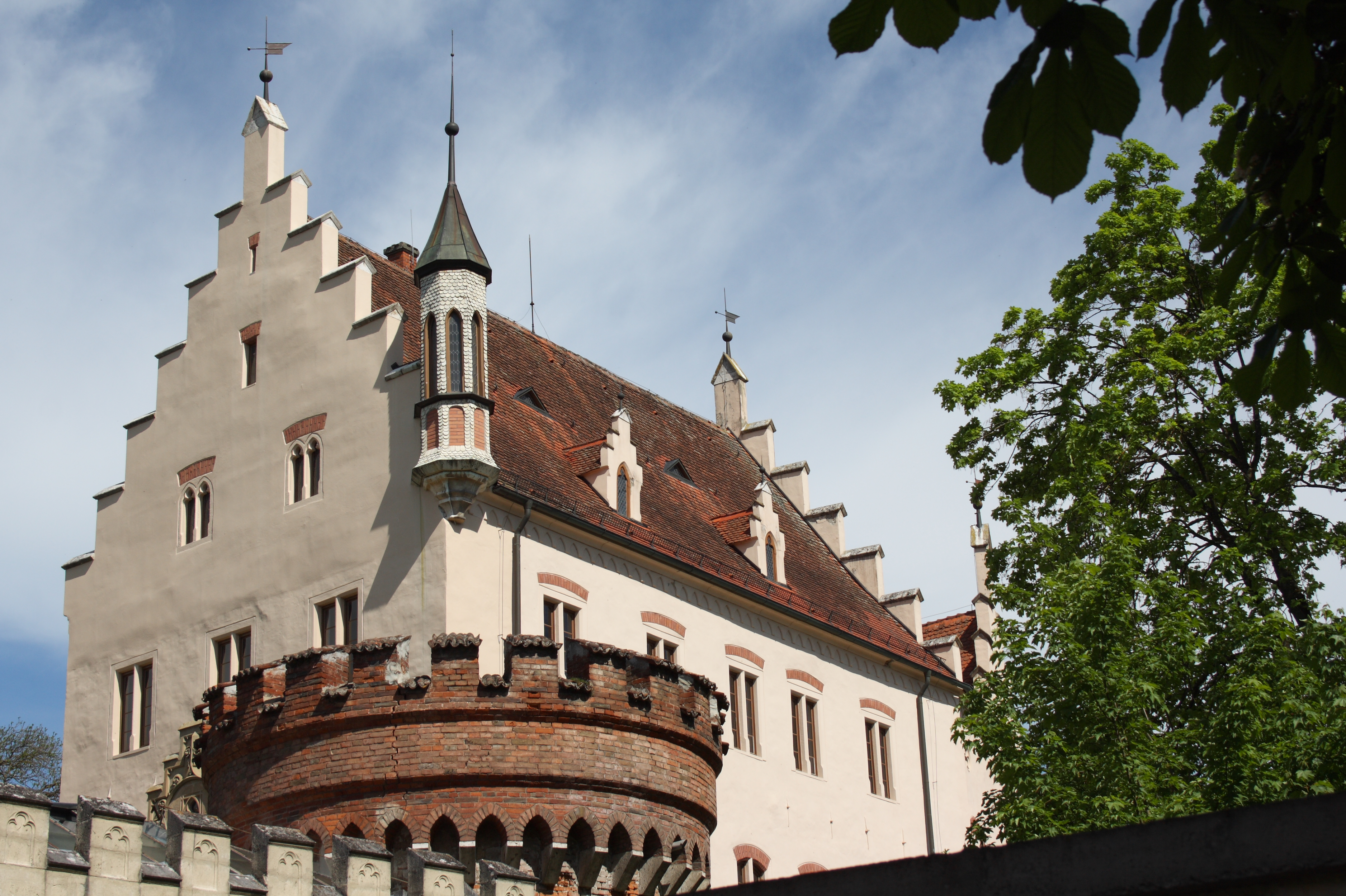
ハウンスハイム城

- ハウンスハイムの福音主義三位一体教会。この教会は1606年から1609年にかけてルネサンス様式で建設された。この教会は、ヨーゼフ・ハインツがエリアス・ホル（ドイツ語版、英語版）と協力して王宮の厳格な古典的建築様式に合わせて建設された。また、1878年に建設され、最近修復されたオルガンも特筆に値する。これはウルムのオルガン職人ハインリヒ・コンラート・ブランマンの作品である。
- ハウンスハイムの墓地。計画的に整列された墓地である。それぞれの墓には伝統にしたがって彩色（黒、白、緑）された木製の十字架が建てられている。これは天国における万人の絶対的な同等性を象徴的に表現している。
- ハウンスハイム城。ハウフ男爵家の所有。定期的にコンサート会場として用いられる。
- 町の中心部にある16世紀の古い鍛冶屋。オリジナルに忠実に修復されている。
- 修復された穀物庫（シュヴェーディシュ・コラシュターデル）。様々なイベントに用いられている。
- 牧師館。17世紀に建設された。

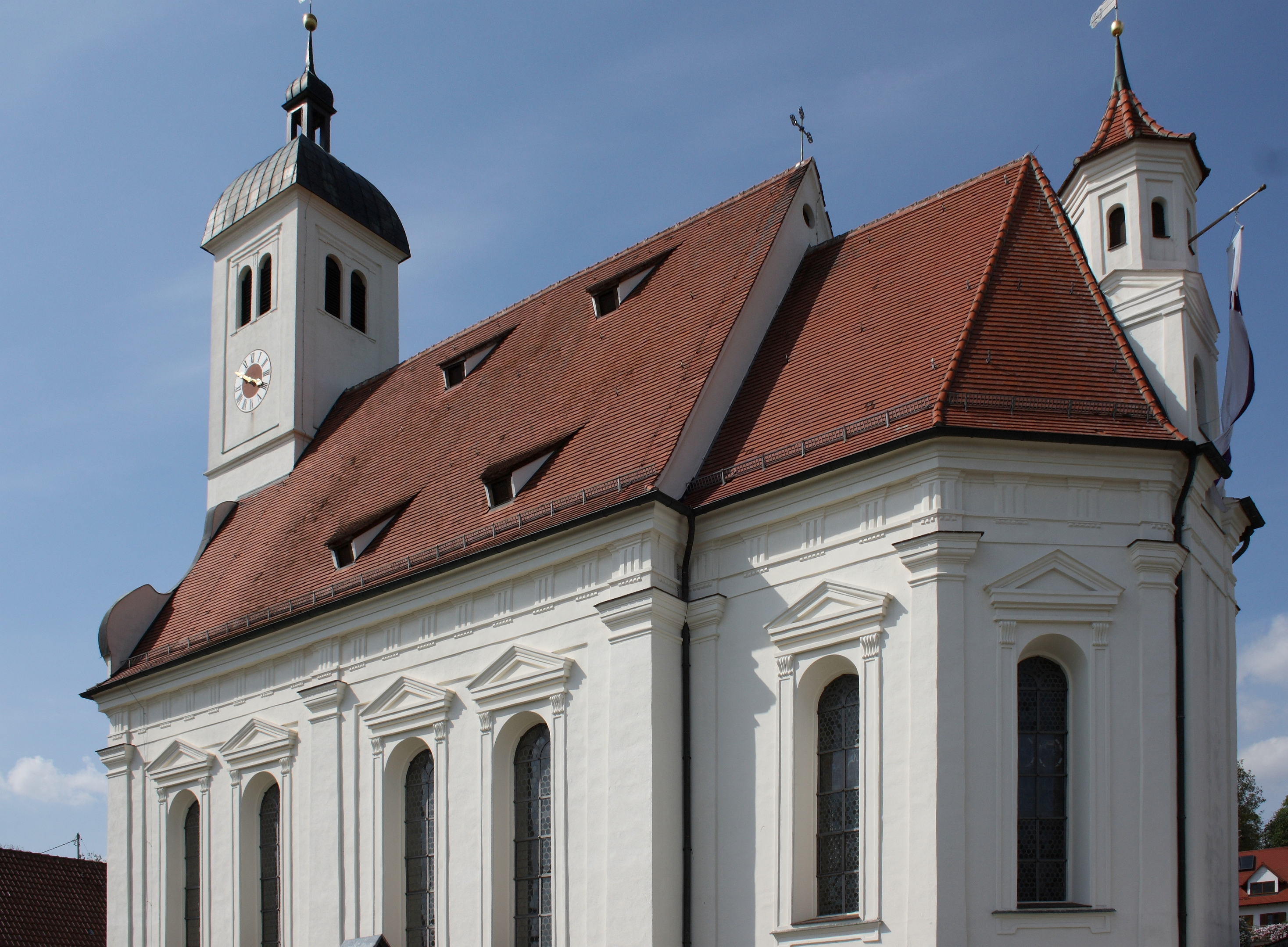
三位一体教会
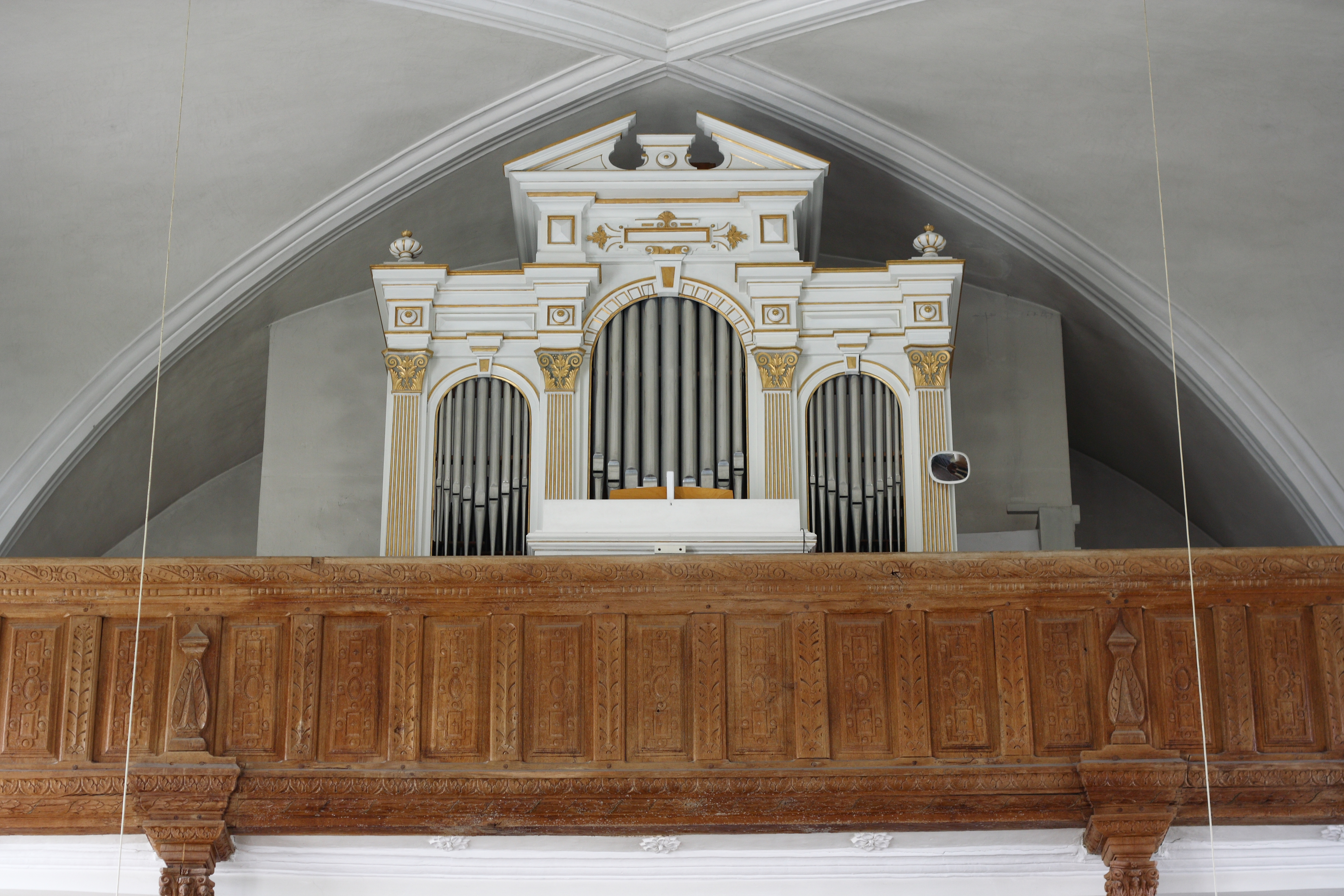
三位一体教会のオルガン
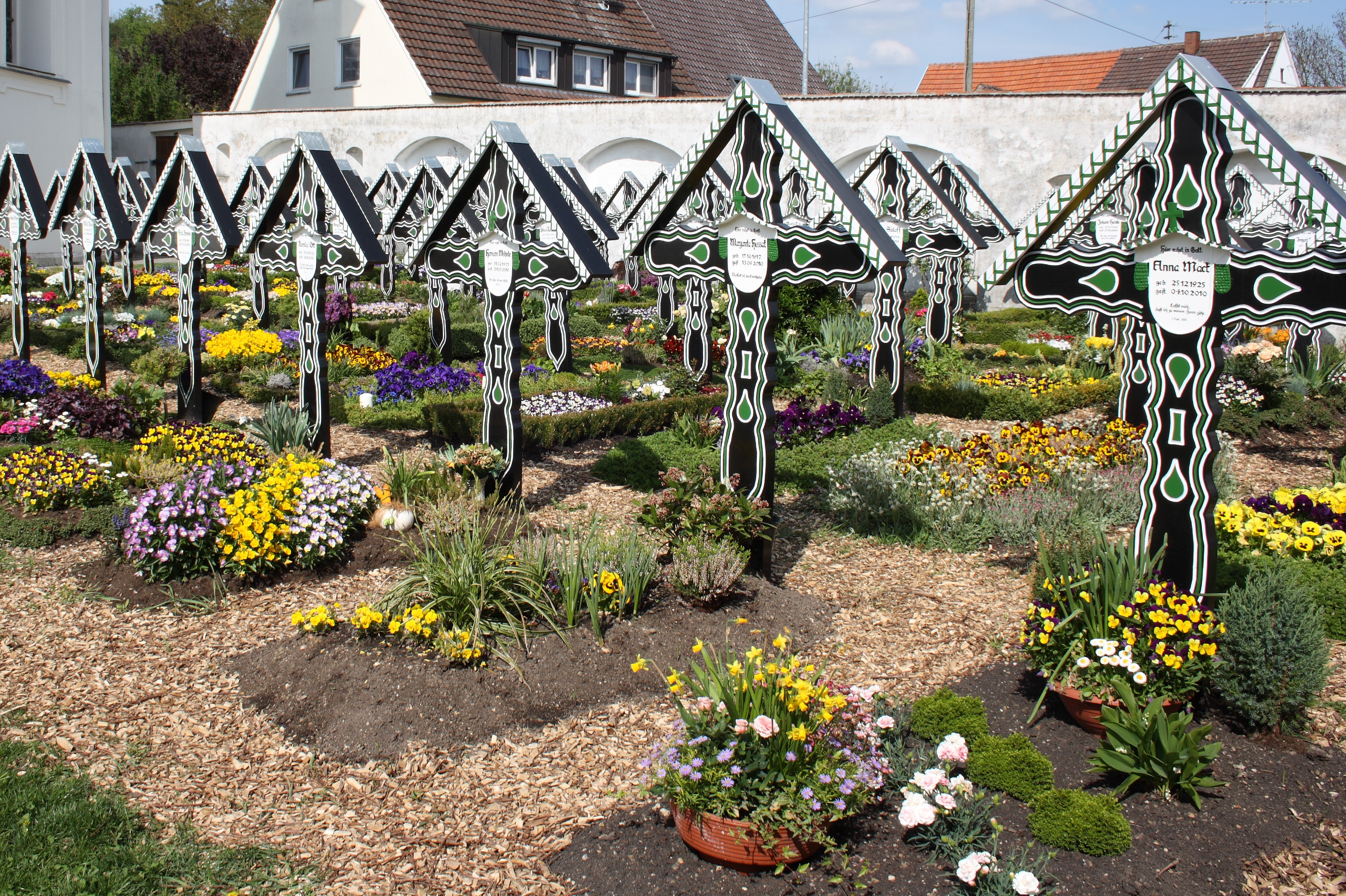
ハウンスハイム墓地
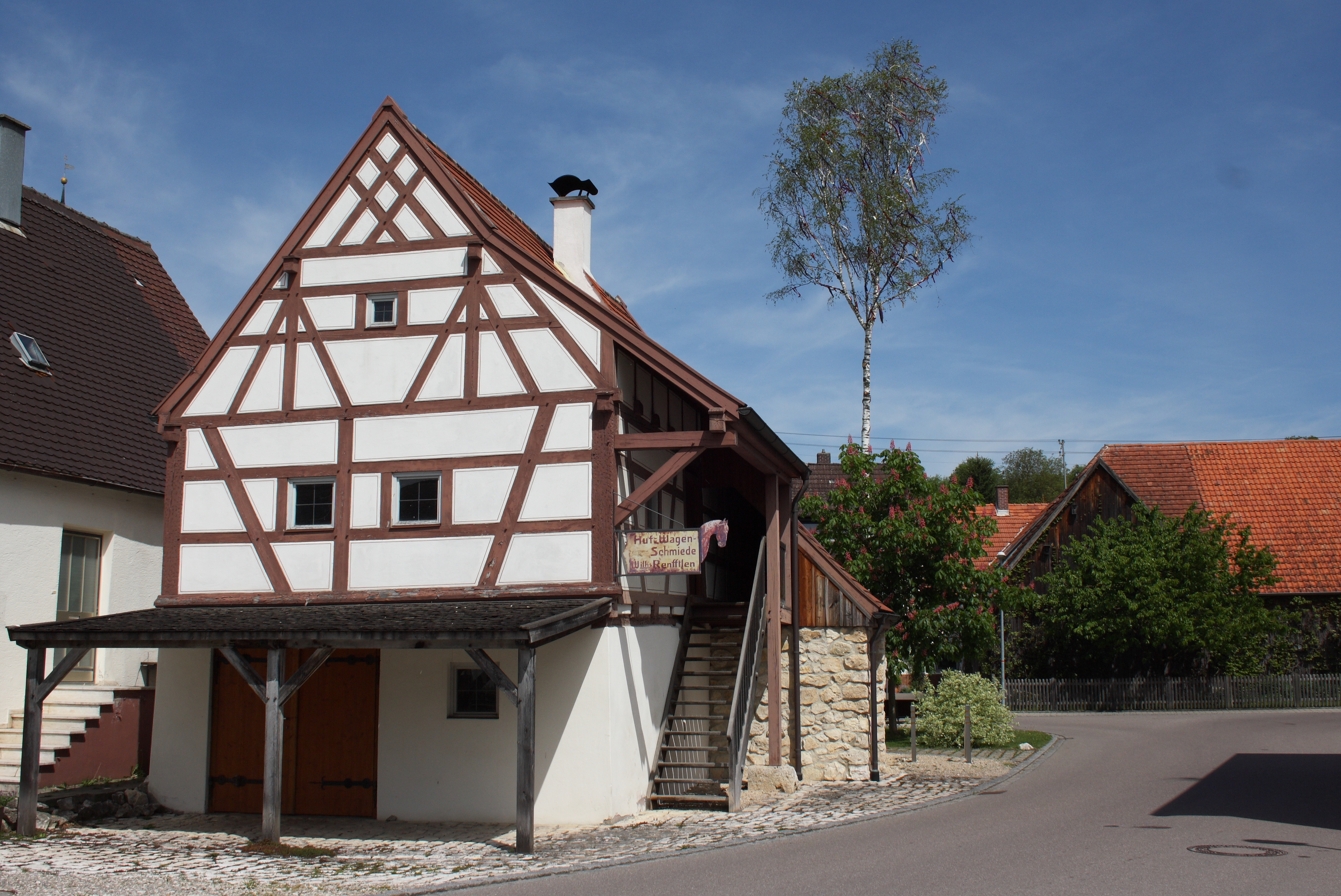
ハウンスハイムの鍛冶屋
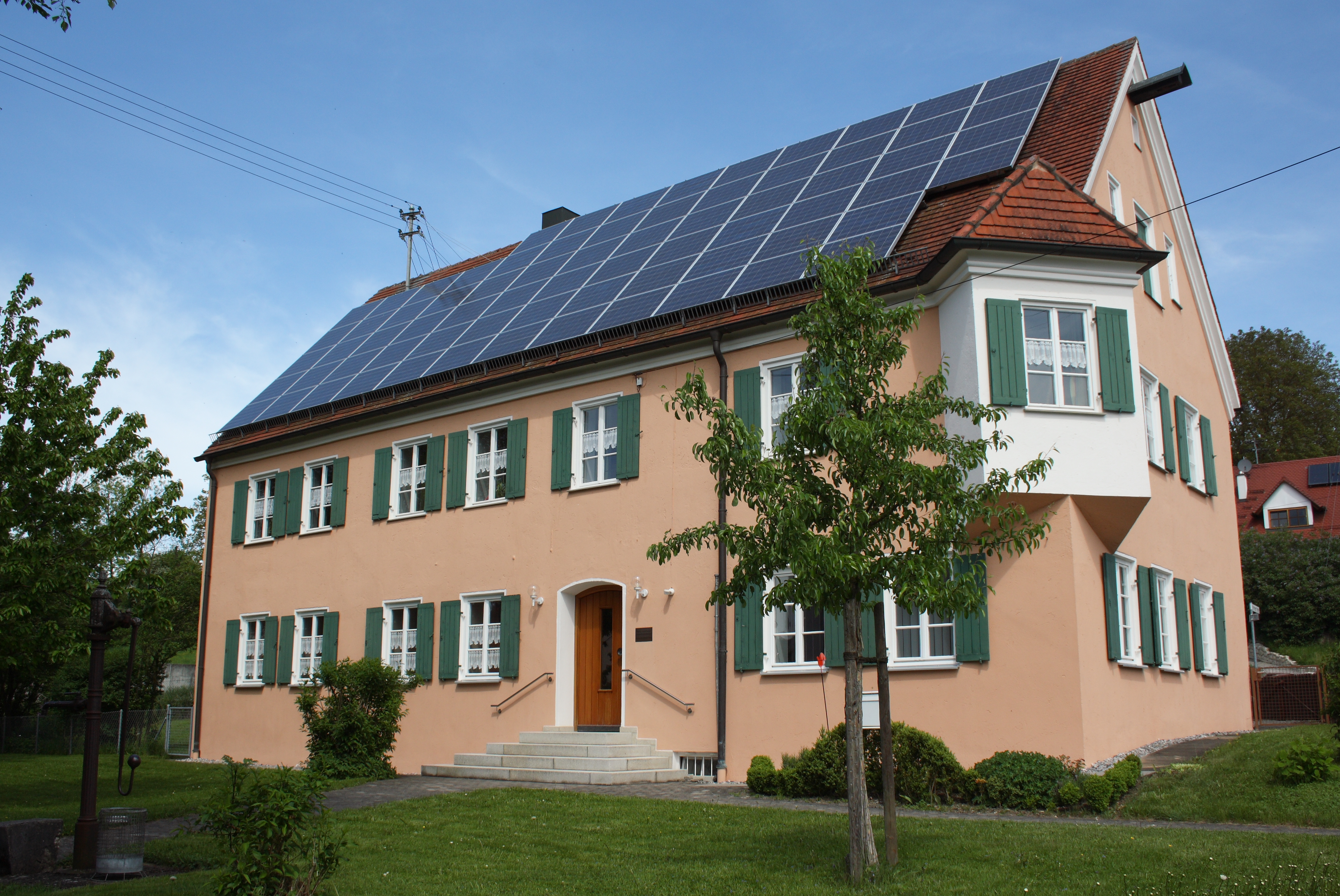
牧師館

## 経済と社会資本

### 経済
2022年現在ハウンスハイムでは、製造業に29人、その他の業種に95人の社会保険支払い義務のある労働者が働いている。この街に住む社会保険支払い義務のある労働者は720人である。2020年には農家が13軒あり、農業用地の面積は 945 ha で、このうち875 ha が農耕地、69 ha が牧草地などの緑地である。
2022年の税収は 1,513,000ユーロで、このうち 189,000ユーロが産業税であった。

### 教育
この町には以下の教育施設がある。
- 児童教育施設 1園: 定員77人に対して72人が在籍している[15]。
- ツァハリアス＝ガイツコフラー基礎糧学校。教員数4人、生徒数81人[16]。